# (402) Хлоя
(402) Хлоя (др.-греч. Χλόη) — астероид главного пояса, который принадлежит к редкому спектральному классу K. Был открыт 18 марта 1895 года французским астрономом Огюстом Шарлуа в Ницце и назван в честь Хлои — эпитета богини Деметры из древнегреческой мифологии.

Орбита астероида Хлоя и его положение в Солнечной системе
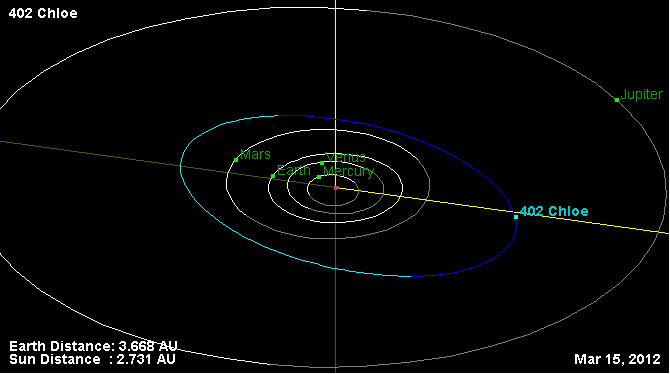
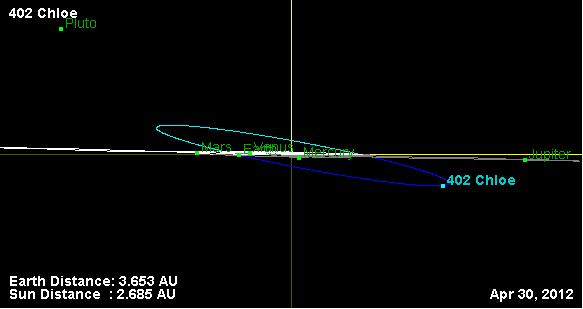